# Viado
Il termine viado (dal portoghese brasiliano veado, cioè "cerbiatto", e anche (volgare) "omosessuale maschile"; al plurale: viados) si riferisce a uomini di provenienza brasiliana o più genericamente sudamericana, sia travestiti sia transessuali, che svolgono l'attività di prostituzione. Nella sua lingua originaria, il portoghese, lo slang "viado" è utilizzato per connotare con un'accezione dispregiativa gli uomini omosessuali. Lo stesso accade anche col termine portoghese puta (che significa prostituta, locuzione anch'essa utilizzata con connotazioni offensive).